# دوغلاس أ. أندرسون
دوغلاس أ. أندرسون (بالإنجليزية: Douglas A. Anderson)‏ هو كاتب أمريكي، ولد في 1959.